# Smålands storregemente
Smålands storregemente eller Landsregementet i Småland var ett av nio storregementen som Gustav II Adolf organiserade i slutet av 1610-talet och som splittrades till mindre regementen under 1620-talet.

## Historia
Smålands storregemente sattes upp i Götaland från mindre enheter som bestod av 500 man som kallades fänikor, mer specifikt från landskapet Småland och länen Kalmar och Kronoberg år 1616. Regementet hade sju fänikor och 2 478 man år 1618 under Herman Wrangels befäl. Storregementet var i sin tur organiserat till tre fältregementen och ett kavalleriregemente, således egentligen mer som en brigad än vad namnet antyder.
Regementet deltog inte i några kampanjer under sin korta livslängd. Sveriges storregementen omorganiserades under tidiga 1620-talet till att bestå av tre fältregementen med åtta kompanier med 150 man i varje, totalt 3 600 soldater per storregemente. Det är osäkert om kavalleriregementet var inkluderat i det totala antalet. År 1623 splittrades regementet till tre mindre, Kronobergs regemente, Kalmar regemente och Smålands kavalleriregemente.

## Organisation
Före splittringen var regementet organiserat som följer:
- 1:a fältregementet
  - 8 kompanier från Kalmar län
- 2:a fältregementet
  - 8 kompanier från Kronobergs län
- 3:e fältregementet
  - 4 kompanier från Kalmar län
  - 4 kompanier från Kronobergs län
- Kavalleriregementet
  - 8 kompanier från Småland